# Еліза Спіропалі
Еліза Спіропалі (алб. Elisa Spiropali; нар. 15 березня 1983) — албанська політикиня, міністерка з питань відносин з парламентом у другому уряді Рами.

## Раннє життя
Народилася 15 березня 1983 року в Тирані. Відвідувала гімназію Qemal Stafa, де отримала стипендію від Коледжів Об'єднаного Світу як одна з п'яти найкращих студенток середніх шкіл Албанії, а згодом отримала диплом в коледжі Лестера Б. Пірсона на острові Ванкувер (Канада). Продовжила освіту, вступивши до коледжу Маунт Холіок у штаті Массачусетс (США), де в 2005 році отримала диплом з відзнакою в двох галузях — політика та економіка. Спіропалі подорожувала, вчилась та отримувала стипендії за заслуги в таких країнах, як Аргентина та Велика Британія, досвід, який вона вважає безцінним у своєму навчальному процесі.
Читала лекції в кількох приватних університетах Албанії та була лідеркою молодіжних організацій, таких як MJAFT!.

## Політична кар'єра
Спіропалі розпочала політичну кар'єру в 2009 році. Доєднавшись до Соціалістичної партії, вона була призначена на короткий час генеральним директором митниці, а згодом речницею лідера партії. Була обрана до парламенту Албанії після Загальних виборів 2013 року. 17 січня 2019 року відновила вакантну посаду державного міністра з питань відносин з парламентом, яку раніше обіймала Ермонела Фелай.

## Особисте життя
Одружена і має доньку Налту.